# Marie Goldschmidt
Marie Goldschmidt, także Madame Gustave Goldschmidt – francuska pilot balonów, pierwsza kobieta uczestnicząca w zawodach o Puchar Gordona Bennetta.

## Życiorys
Wyszła za mąż za Gustave’a Goldschmidta, po czym często występowała jako „Madame Gustave Goldschmidt”. 11 lipca 1911 roku uzyskała licencję pilota wydaną przez stowarzyszenie Stella. Tego samego roku latała wraz z przewodniczącą stowarzyszenia Marie Surcouf, a także z Beatrix de Rijk. Przyjaźniła się z baloniarzem Charles’em Dollfusem.
W 1913 roku wraz z René Rumpelmayerem pokonała trasę o długości ponad 2400 km z Saint-Cloud do Rosji, tym samym bijąc rekord świata w długości lotu balonem. Za przelot Rumpelmayer został odznaczony medalem Grande Medaille de L'Aero-Club. Tego samego roku, ponownie towarzysząc Rumpelmayerowi, wystartowała jako drugi pilot w zawodach o Puchar Gordona Bennetta. Duet Rumpelmayer-Goldschmidt uplasował się na szóstym miejscu, a Goldschmidt była pierwszą kobietą uczestniczącą w tych zawodach (pierwsza całkowicie żeńska załoga – Nikki Caplan i Jane C. Buckless – wystartowała w zawodach Gordona Bennetta w 1984 roku).